# Rosaleda (Granada)
Rosaleda es un barrio de Granada, España, perteneciente al distrito Ronda. Está situado en la zona norte del distrito. Limita al norte con los barrios de Bobadilla y Angustias-Chana-Encina; al este, con el barrio de Pajaritos; al sur, con el barrio de Camino de Ronda; y al oeste, con el término municipal de Vegas del Genil.

## Lugares de interés
- Parroquia de Santo Tomás de Villanueva, agustinos recoletos. Calle Recoletos, 2, Granada. Situada en el límite con el barrio de Camino de Ronda y el barrio de la Rosaleda. Vinculada al Colegio de Santo Tomás de Villanueva de Camino de Ronda.